# John Brown (football)
Pour les articles homonymes, voir Brown et John Brown (homonymie).
John Brown est un footballeur puis entraîneur écossais, né le 26 janvier 1962, à Stirling. Évoluant au poste de défenseur, il est particulièrement connu pour ses saisons aux Rangers. Il fait partie du Rangers FC Hall of Fame.

## Biographie

### Carrière en club
Natif de Stirling, il joue d'abord à Hamilton Academical puis à Dundee avant de s'engager pour les Rangers en janvier 1988. Il y restera 9 saisons pendant lesquelles les Rangers remporteront neuf fois consécutivement le titre de champion, ainsi que 3 Coupes d'Écosse et 5 Coupes de la Ligue. Il joua 278 matches pour l'équipe, inscrivant 18 buts et y gagnant le surnom de Bomber.
Il fut au cœur d'une polémique avec les supporteurs d'Aberdeen, les ayant qualifiés d'idiots (morons en anglais) en réaction à leur comportement et à leurs chansons pendant les matches contre les Rangers.
Après sa retraite de joueur, il resta au sein des Rangers devenant l'entraîneur des moins de 18 ans dès 1997, puis de l'équipe réserve à partir de 2003, en remplacement de son ancien coéquipier John McGregor (en). Il quitta le club le 27 juin 2006, peu après l'arrivée du nouvel entraîneur Paul Le Guen.
Il entra en pourparlers avec Clyde en juin 2007 pour prendre le poste d'entraîneur de l'équipe, mais ce fut finalement Colin Hendry qui fut choisi. Le 21 novembre 2007, il fut annoncé qu'il deviendrait le nouvel entraîneur de Dumbarton mais, dès le lendemain, Brown annonça qu'il ne pourrait pas assumer ce poste pour des raisons personnelles.
Il fut finalement nommé entraîneur de Clyde, après quelques mois de retard, le 26 janvier 2008, en remplacement donc de Colin Hendry qui lui avait été préalablement préféré. Il réussit à sauver Clyde de la relégation de D2 en D3, avec une victoire en play-off. Mais la saison suivante démarra très mal et il fut renvoyé le 21 novembre 2009 après 136 matches à la tête du club (38 victoires, 32 matches nuls et 66 défaites, soit un pourcentage de victoires de 27,94 %).
Il fit une tentative qui n'a pas abouti pour racheter les Rangers, en juillet 2012, au consortium Sevco, mené par l'homme d'affaires Charles Green (en).
Il fut nommé entraîneur de Dundee, un club qu'il avait connu en tant que joueur, en février 2013. Sa nomination avait été faite sur la base juste d'un intérim, alors que Dundee était dans une situation critique, avec la dernière place en championnat. Ses premiers résultats furent encourageants, au point qu'il fut nommé de manière définitive pour la totalité de la saison et non plus par intérim. Il reçut même la distinction d'entraîneur du mois en avril. Toutefois et malgré ces bons résultats, Dundee ne put échapper à la relégation en D2.
Le 3 février 2014, Dundee se sépara de Brown alors même que le club était premier ex-æquo du championnat de D2, après 39 matches à la tête de l'équipe (18 victoires, 8 matches nuls et 13 défaites, soit un pourcentage de victoires de 46,15 %).

## Palmarès

### Comme joueur
- Dundee :
  - Vainqueur de la Forfarshire Cup (en) en 1985 et 1987

- Rangers :
  - Champion d'Écosse en 1988-89, 1989-90, 1990-91, 1991-92, 1992-93, 1993-94, 1994-95, 1995-96 et 1996-97
  - Vainqueur de la Coupe d'Écosse en 1992, 1993 et 1996
  - Vainqueur de la Coupe de la Ligue écossaise en 1989, 1991, 1993, 1994 et 1997
  - Vainqueur de Forum Cup en 1991
  - Vainqueur de l'Ibrox International Challenge Trophy en 1995

### Comme entraîneur
- Clyde :
  - Vainqueur du play-off de D2 écossaise en 2007-08